# Mária Laktišová
Mária Laktišová (* 5. září 1952) je bývalá československá atletka slovenského původu, která se specializovala na hod oštěpem.
Byla členkou atletického oddílu Stavbár Nitra.